# Epilepsi
Epilepsi er et neurologisk fænomen, en forstyrrelse i hjernen, som bevirker, at man indimellem mister kontrollen over hele eller dele af sin krop og/eller bevidsthed. Anfaldene opstår på grund af en pludselig, forbigående forstyrrelse i en større eller mindre del af hjernens neuroner. Det er ikke en egentlig sygdom, men en samling af symptomer, der viser sig ved spontane, gentagne og ensartede anfald, med eller uden påvirkning af bevidstheden.
Næst efter hovedpine, er epilepsi den hyppigste, neurologiske lidelse. I løbet af livet, vil 1 ud af 10 personer have haft et epileptisk krampeanfald. I alle udviklede lande rammer epilepsi mellem 0,7 og 1 procent af befolkningen svarende til ca. 50.000 mennesker i Danmark. I udviklingslandene rammes 4-5 gange så mange, primært på grund af de hyppigere infektioner i hjernen. Der er ca. 40 millioner mennesker på verdensplan, som har epilepsi.

## Typer
Epilepsi kan ikke anses som én bestemt lidelse, men en gruppe af flere forskellige sygdomme. Verdenssundhedsorganisationen (WHO) klassificerer sygdommen under indekset G40 og underinddeler den i flere kategorier. Med hensyn til epileptiske anfald, opdeles i fokale (med/uden bevidsthedstab eller sekundært generaliserende) og generaliserede anfald.

## Udbredelse
I hele den vestlige verden har knapt 1% af befolkningen epilepsi. Således er der i Danmark ca. 50.000 personer med epilepsi. Epilepsi kan også ses hos dyr og således menes at 0,5% af katte har epilepsi.

## Årsager
Epilepsi kan være en følge af skader elle sygelige processer i hjernen, f.eks. medfødte blodkarmisdannelse, blødning i hjernen, slagtilfælde, kraniebrud, hjernesvulst eller infektion. Epilepsi kan også skyldes forandringer i hjernen som ar efter hovedtraume, blodprop, hjernebetændelse eller misdannelse. Hos mange epilepsipatienter er hjernens struktur normal, og her kan epilepsien skyldes forstyrrelser i hjernes biokemiske signalsystem. Så disse former for epilepsi kan være arveligt betinget. Epilepsi er en lidelse, der kan opstå i næsten alle stadier af en persons liv. For eksempel kan man være født med epilepsi og vokse fra det, eller lidelsen kan opstå i ungdoms- og voksenlivet og måske vare hele livet.
En ganske lille del (2%) af epilepsipatienter har såkaldte monogene epilepsiformer, dvs. epilepsi som skyldes en fejl i ét gen. Der er fundet 19 forskellige genfejl af denne type og de har alle autosomal dominant arvegang. For eksempel skyldes en epilepsiform af denne type en fejl i genet der koder for acetylkolinreceptoren.
Eksempler på hyppige udløsende årsager til epilepsi er:
- Udviklingsforstyrrelser af hjernen i fosterstadiet.
- En episode med iltmangel til hjernen – f.eks. under fødslen.
- Kraftige slag mod hovedet, oftest af en grad med kraniebrud eller værre til følge.
- Infektioner i og omkring hjernen (hjernebetændelse og meningitis).
- Blodpropper i hjernen og hjerneblødninger (samlet kaldet apopleksi).
- Svulster i hjernen.
- Alkoholmisbrug.

## Behandling
Medicinsk behandling anses for at være den sikreste måde at behandle epilepsi på. Omkring 70% af alle med epilepsi bliver anfaldsfri med medicin. Behandlingens formål er at forebygge anfald. Man fjerner ikke årsagen til epilepsien, men man kan fjerne anfaldene og dermed mindske risikoen for skadelig påvirkning af hjernen.
Nogle (formentlig cirka 3-5 procent) patienter, der ikke kan gøres anfaldsfri med medicin, kan have stor gavn af en operation, hvor man fjerner det stykke af hjernen, der starter anfaldene. Har man held med dette, kan op mod to tredjedele af de svært ramte epilepsipatienter gøres helt anfaldsfrie. Hvis ikke operation kan lade sig gøre, kan man ofte mildne anfaldene med en såkaldt n. vagus-stimulator. Dette er en slags pacemaker, der via en stor nerve sender elektriske impulser til hjernen.
Epilepsi afhjælpes også med en række hjælpemidler, der ikke helbreder, med sikrer at epilepsianfald ikke skader den ramte unødigt.
I Danmark er der offentligt tilskud til at anskaffe sig hovedbeskyttelse, anfaldsalarmer og medicinæsker med elektronisk påmindelser. I sjældne tilfælde kan man dø i forbindelse med et epileptisk anfald, f.eks. hvis anfaldet finder sted under meget uheldige omstændigheder, f.eks. hvis der ikke er nogle til stede, der kan stoppe anfaldet medicinsk. Derfor lever mange epilepsiramte med epilepsialarmer, både i form af sengealarmer og armbåndsalarmer.
Endelig kan især børn med svær epilepsi have gavn af en speciel diæt, såkaldt ketogen diæt. Både epilepsioperationer, n. vagus stimulation og ketogen diæt foregår kun på højt specialiserede centre.
Som hjælp til epileptikere fås specialtrænede epilepsihunde til at varsle ved anfald og lignende.